# Masse Scherzadeh
Masse Scherzadeh (* 27. August 2001 in Wien) ist ein österreichischer Fußballspieler.

## Karriere
Scherzadeh begann seine Karriere beim 1. SC Großfeld. Im September 2012 wechselte er in die Jugend der SV Donau Wien. Zur Saison 2017/18 rückte er bei Donau in den Kader der ersten Mannschaft. Für diese kam er in drei Spielzeiten zu 67 Einsätzen in der Wiener Stadtliga. Zur Saison 2020/21 wechselte der Mittelfeldspieler zum Regionalligisten SV Stripfing. Bei den Niederösterreichern verbrachte er zwei Jahre, in denen er 29 Spiele in der Regionalliga absolvierte.
Zur Saison 2022/23 schloss Scherzadeh sich dem Zweitligisten Floridsdorfer AC an, bei dem er einen bis Juni 2024 laufenden Vertrag erhielt. Sein Debüt in der 2. Liga gab er im Juli 2022, als er am ersten Spieltag jener Saison gegen den Grazer AK in der 88. Minute für Oluwaseun Adewumi eingewechselt wurde. Insgesamt kam er für die Wiener zu 32 Zweitligaeinsätzen.
Im Jänner 2024 kehrte er nach Stripfing zurück, das mittlerweile in die 2. Liga aufgestiegen war. Bei Stripfing spielte er aber keine Rolle und kam bis Saisonende nur zu drei Zweitligaeinsätzen. Zur Saison 2024/25 wechselte er zum Regionalligisten SR Donaufeld Wien.